# Бафейская битва
Бафейская битва (греч. Μάχη του Βαφέως; тур. Bafeus Muharebesi, Koyunhisar Muharebesi) — одно из сражений османо-византийских войн, которое произошло 27 июля 1302 года неподалёку от южного берега Измитского залива между войсками Византийской империи и Османского эмирата. В ходе сражении византийцы потерпели поражение от османского войска под командованием Османа. Победа турок позволила им получить контроль над окрестностями Никомедии. После этой битвы Осман стал признанным лидером среди других вождей в Вифинии.

## Место битвы
Пахимер пишет, что Осман из региона Никеи прошёл через горы к побережью и спустился вниз для боя. Османские источники указывают, что битва произошла недалеко от Ялак-Оваси (Yalak-Ovasi). Кроме того, описывается Коюнхисар, расположенный на горе: «Крепость в долине Ялак-Оваси принадлежала неверному по имени Ялкия (или Балкия), а на холме был ещё один форт, который в настоящее время называют Койюн-Хисаром»; «Крепость на верхней части холма была его (Калояна). Сейчас турецкие люди называют это место Коюнхисар». Пахимер помещает место битвы рядом с Никомедией: «местность же эта возле чудесной Hикомидии». Описывая битву, Пахимер пишет, что греческие отряды скрылись в расположенном рядом городе Никомедия.
Иногда ошибочно место битвы помещают вблизи современного посёлка Коюнхисар. Эта ошибка восходит ещё к Хаммеру. Ориентируясь на название «Коюнхисар», Хаммер отождествил место битвы с окрестностями современного села, под названием Коюнхисар.
Скотт и Исаенко полагают, что Вафия «в пяти километрах от Никомедии». Каждан указывает, что место битвы точно не определено, но оно, по его словам, «видно из Никомедии, возможно, на восток» (in view of Nikomedia, probably to the east).
Иналджик проанализировал не только свидетельства хроник, но и архивные записи. Рядом с Никомедией ещё в XVI веке в реестре упоминалось селение с названием Коюнхисар, расположенное на горе. В следующем реестре оно упоминается как заброшенная деревня и в дальнейшем исчезает из записей. Иналджик делает вывод, что место битвы недалеко от Никомедии, на запад, на побережье между современными посёлками Ялова и Карамюрсель.

## Предыстория
После смерти отца Осман I был избран племенным вождём в 1281 году и почти сразу начал захватывать близлежащие земли. Караджахисар (в окрестности Эскишехира), Биледжик, Инегёль, Ярхисар к 1299 году уже были им захвачены. Некоторые территории подчинились ему добровольно.
При Эртогруле раздел между владениями Византии и пастбищами кайи проходила по реке Сакарья. Ещё в 1280 году Михаил Палеолог закончил строительство крепостей вдоль реки, укрепляя свои границы в Малой Азии. Но в 1302 году вследствие сильного разлива Сакарья изменила русло. Укрепления стали бесполезны и, как результат, греки оставили их, а люди Османа стали занимать территории на другом (византийском) берегу реки. К 1301 году Осман уже осаждал Никею (бывшую имперскую столицу), и атаковал Прусу.

## Битва
По словам Пахимера, османская угроза земле Хализоной (Halizonoi) (в частности — блокада Никеи) заставила императора Андроника II отправить этериарха (начальник этерии — когорты императорский охраны) Георгия Музалона во главе войска в Малую Азию.
Пахимер описывает начало битвы так: «Месяца Антестериона, двадцать седьмого [числа], где-то возле Вафии, местность же эта возле чудесной Hикомидии, — Атман вместе со своим войском, исчисляемым во многие тысячи, внезапно приступив…». Согласно Пахимеру, армия Музалона состояла из византийских солдат, наёмников-аланов и местного ополчения. Аланы, попав на территорию Малой Азии, начали рассеиваться и самовольно уходить, и под командованием Музалона осталось едва ли 2000 человек, половина которых были аланы. В этой армии не было единства, потому что как раз перед битвой наёмникам были даны деньги и принадлежащие ополчению лошади. Войско Османа, по словам Пахимера, во многом превосходило греков, потому что он привлёк союзников. Количество воинов под началом Османа оценивается в 5000 человек. К походу в ожидании добычи присоединились люди даже из Пафлагонии. Армия состояли как из пеших воинов, так и из всадников.
Пахимер пишет, что Музалон рассчитывал на эффект неожиданности, но Осман был предупреждён кем-то из греков заранее. Согласно Пахимеру, Осман неожиданно атаковал Телемайю (крепость Коюнхисара), выманив византийское войско в Вафеус. Османские источники дополняют, что эта крепость стояла на горе у приморской равнины Ялак-Оваси. Это известная военная хитрость: атака небольшого отряда, отступление и заманивание противника в ловушку. На самом деле это была атака не Османа и основных сил, а только авангарда из 100 человек, посланного Османом на разведку. Войска Музалона атаковали авангард и устремились за ним. По словам Пахимера, из-за несогласованности и нежелания разнородных её частей сотрудничать друг с другом (аланы не приняли участие в атаке), атака греков захлебнулась и они побежали. Наёмники-аланы в этот момент храбро контратаковали и отвлекли на себя силы Османа. Греки укрылись в близлежащем городе Никомедии, чтобы они могли отступить, аланы пожертвовали собой.

## Последствия
До этой победы Осман был одним из вождей племён в Анатолии, не выделявшимся среди других. Победой в этой битве Осман заявил о себе как о серьёзной силе. Первое упоминание о нём в хрониках происходит именно после этой битвы у Пахимера. Об этой победе распространились слухи по Малой Азии и к Осману потёк поток газиев и авантюристов. Бафейская победа имела большое значение для будущего развития Османской империи: ворвавшись в район Никомедии, войска Османа блокировали её связь с Византией, что вызвало голод. Поражение Византии привело к её критичному ослаблению в Вифинии, вызвало волну беженцев, что изменило демографическую ситуацию в регионе. Византийские крепости остались изолированными островками среди территорий, занятых турками.

## Комментарии
1. ↑  Принято считать, что битва произошла 27 июля 1302 года. Однако существует мнение, что сражение произошло на год раньше - 27 июля 1301 года[5][6][7].
2. ↑  То есть, был (и есть) Коюнхисар у Димбоса и был Коюнхисар у Никомедии. В обоих местах были битвы: в 1303 и 1302 годах[15]. Первая называется битва при Димбосе, вторая — битва при Вафии.
3. ↑  «Василевс Михаил, [когда ещё] был жив, предупреждая эти [нападения], возвел укрепления, поставив высочайший частокол из обструганных топором бревен,- непреодолимый посередине,- на расстояние в 100 шагов в ширину, как я прежде говорил . С этого времени это стало мощным препятствием для набегов перса…Однако тогда же Сангарий, разлившись из-за дождей, опять оставил это свое собственное русло, которое он издавна занимал… Там, где он отступал, он позволял переправиться всякому, там же, где он разлился, он не только из-за разлива не обеспечивал потоку глубины, но, спускаясь с краснобоких гор, образовывал к тому же наносы и предоставлял желающему возможность переправиться на ту сторону по галькам. Обитатели гарнизонов на той (византийской.- Д. К.) стороне, увидев эту странную перемену и зная, [что] они скоро окажутся в опасности, ушли все…».Пахимер[17]